# Extra PC (časopis)
Časopis Extra PC byl měsíčník věnující se počítačovému hardwaru i softwaru a dalším produktům z oblasti moderní elektroniky (navigace, smartphony, fotoaparáty, herní konzole atd.). Byl určen pro pokročilejší uživatele PC a zájemce o testy, recenze a novinky ze světa informačních technologií. 44stránková příloha PC rady obsahovala řadů návodů, rad a tipů, jak lépe používat počítač, operační systém Windows, kancelářský systém Office a řadu dalších užitečných nástrojů. Rozsah Extra PC byl 116 barevných stran s přílohou v podobě 9GB DVD.

## Hlavní rubriky
- 2x Extra téma
- Bezpečnost
- Digitální svět
- Test produktů
- Nákupní lístek
- Rady čtenářům

První číslo vyšlo v říjnu 2006. V roce 2016 měl časopis čtenost téměř 50 000 lidí/vydání. Průměrný prodaný náklad byl asi 25 000 ks a měl 12 000 předplatitelů. Spolu s časopisy Chip a Computer patřil mezi tři nejprodávanější časopisy ve své kategorii Časopisy - Informační a komunikační technologie.
Dvakrát ročně připravovala redakce také Extra PC Speciál, mimořádné vydání časopisu s výběrem toho nejlepšího, a Hardware Speciál, s recenzemi na různý hardware. V roce 2011 byl do tohoto časopisu integrován sesterský časopis PC rady, a rychle se stal jeho nedílnou součástí, který přinášel rady pro počítačové začátečníky a nápady pro pokročilé.